# Zífid cap d'olla
Els zífids cap d'olla (Hyperoodon) són un gènere de dues espècies de zífid, el zífid cap d'olla boreal o balena becuda boreal (Hyperoodon ampullatus) i el zífid cap d'olla austral (Hyperoodon planifrons). Les dues espècies són físicament similars però la seva història al llarg dels dos últim segles ha estat bastant diferent. L'espècie austral ha estat rarament observada i caçada i és probablement el cetaci més abundant a les aigües antàrtiques. L'espècie boreal, en canvi, fou intensament caçada per Noruega i el Regne Unit al segle xix i principis del segle xx. Noruega deixà de caçar aquest zífid el 1973.
El nom genèric Hyperoodon significa ‘dent superior’ en llatí.